# Chevrolet G506
Chevrolet G506 — серия 1,5-тонных грузовиков производства компании Chevrolet. Поставлялись Армии США во время и после Второй мировой войны.
По данным В. Ф. Ворсина СССР получил по программе Ленд-лиза 47 700 грузовиков G506. На Горьковском автомобильном заводе из машинокомплектов была организована сборка моделей G7107, входящих в серию.

## Технические характеристики

### Двигатель и трансмиссия
На автомобилях серии G506 установлен шестицилиндровый бензиновый двигатель Chevrolet BV-1001-UP объёмом 3,9 л. Мощность двигателя 83 л. с. 3100 об/мин, момент 249 Н·м при 1000 об/мин. Двигатель является уменьшенной модификацией GMC CCKW.
Трансмиссия механическая, коробка передач четырёхступенчатая.

### Шасси
Шасси рамное, подвеска рессорная. Три варианта колёсной базы: сверхкороткая 318 см (модель G7128), короткая 368 см и длинная 444 см. Все модели оборудованы гидравлическими тормозами с пневмоусилителем. Шины 7.50-20", задняя пара двускатная.

### Кабина
Кроме трёх моделей все автомобили серии имели закрытую кабину.

## Модели

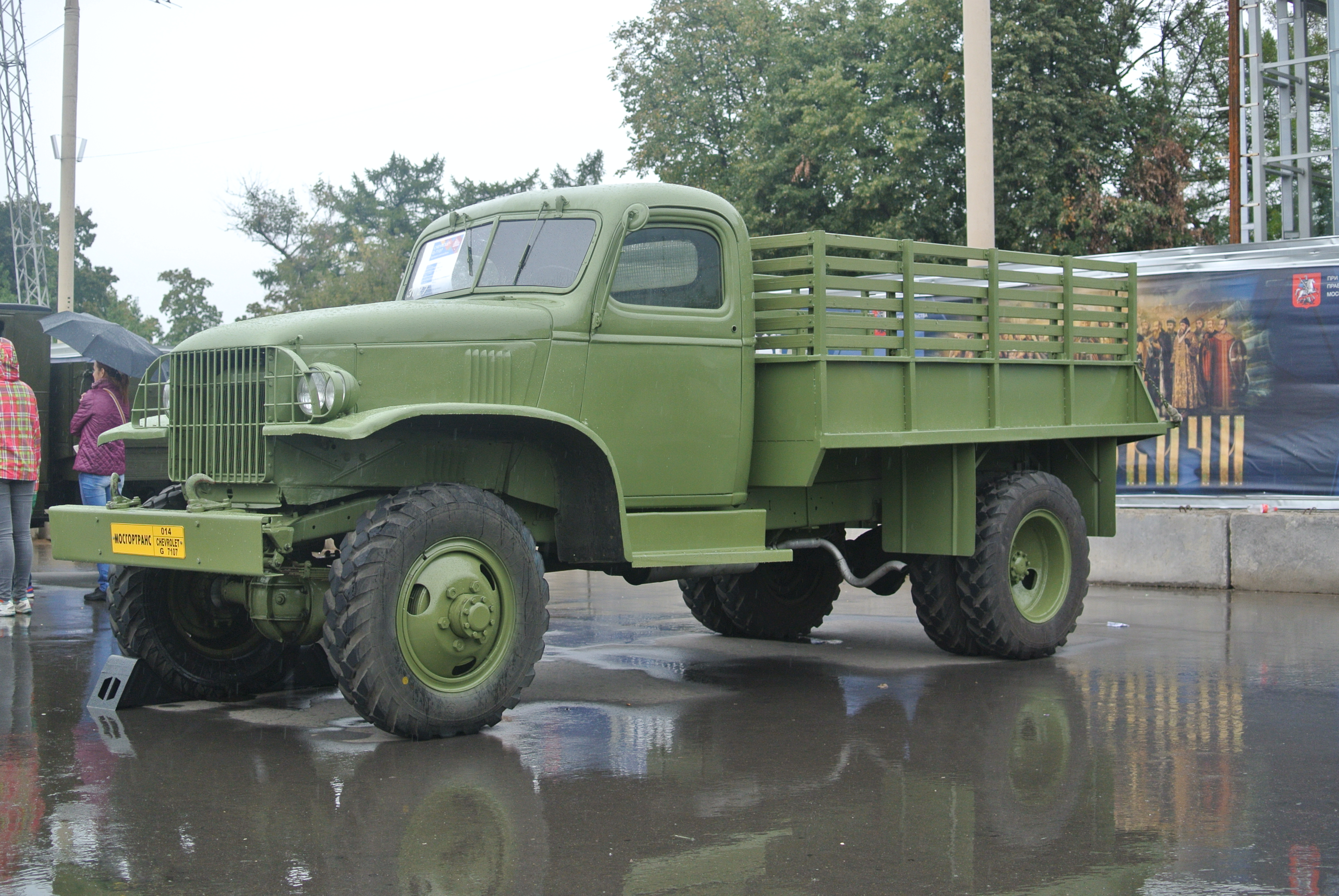
Модель G7107 в экспозиции на ВВЦ

- G4103
- G4112
- G4163
- G4174
- G7103
- G7105
- G7106
- G7107
- G7113
- G7116
- G7117
- G7127
- G7128
- G7132
- G7163
- G7173
- E5
- J3
- J4
- J5